# James Milner
James Philip Milner (Wortley, Leeds, Anglaterra, el 4 de gener de 1986), és un futbolista anglès. Juga de centrecampista i el seu equip actual és el Brighton & Hove Albion de la Premier League d'Anglaterra.

## Internacional
Ha estat internacional amb la selecció de futbol d'Anglaterra, on ha jugat 54 partits internacionals. Debutà en un mundial el 12 de juny del 2010 a Sud-àfrica enfront dels Estats Units sent substituït en el minut 30 per Wright-Phillips.

## Clubs
| Club                   | País       | Any         |
| ---------------------- | ---------- | ----------- |
| Leeds United FC        | Anglaterra | 2002 - 2004 |
| Swindon Town           | Anglaterra | 2003        |
| Newcastle United       | Anglaterra | 2004        |
| Aston Villa            | Anglaterra | 2005        |
| Newcastle United       | Anglaterra | 2006 - 2008 |
| Aston Villa            | Anglaterra | 2008 - 2010 |
| Manchester City        | Anglaterra | 2010 - 2015 |
| Liverpool              | Anglaterra | 2015 - 2023 |
| Brighton & Hove Albion | Anglaterra | 2023 -      |

## Palmarès
Manchester City
- 2 Lliga anglesa: 2011-12, 2013-14
- 1 Copa anglesa: 2010-11
- 1 Copa de la lliga anglesa: 2013-14
- 1 Community Shield: 2012

Liverpool FC
- 1 Campionat del Món de Clubs: 2019
- 1 Lliga de Campions de la UEFA: 2018-19
- 1 Supercopa d'Europa: 2019
- 1 Lliga anglesa: 2019-20
- 1 Copa anglesa: 2021-22
- 1 Copa de la Lliga anglesa: 2021-22
- 1 Community Shield: 2022